# Vikingatida teknik
Vikingatida teknik är den teknik som förekom under vikingatiden, och de uppfinningar och tekniska framsteg som då gjordes. 
De trelleborgar som kung Harald Blåtand anlade på 900-talet anses baserade på för tiden stor ingenjörskonst. Nordbornas teknik att bygga och segla skepp var likaså god skeppsteknik. 

## Annan teknik
En del arkeologiska fynd från vikingatiden har gäckat forskarna eftersom de nästan motsvarar dagens precision eller teknik. Naturligtvis behöver inte alla vara av nordiskt ursprung. Exempelvis kan en del föremål härröra från Mellanöstern eller övriga Europa.[källa behövs]

### Navigationshjälpmedel
Vikingatidens sjömän var skickliga sjöfarare. Mängder med skepp korsade redan för tusen år sedan Atlanten på rutter som än i dag räknas till förrädiska vatten med inte minst förekomst av isberg. Rimligtvis har olika hjälpmedel för navigation funnits. Några sådana kan vara solstenar och solskivor. Solstenar är stenar med egenskaper som filtrerar ljuset så att man även under molniga dagar ska ha kunnat notera var solen befann sig. En solskiva är den nutida benämningen på ett eventuellt navigeringsinstrument från vikingatiden. En rund skiva har försetts med en genomgående mittpinne och i skivans kant är markerat ett stort antal skåror. Pinnen har kastat sin skugga på denna skala. Endast ett vikingatida fynd av en möjlig solskiva eller solkompass har påträffats.

### Linser
På senare tid har man funnit spektakulära fynd av tio linser eller de så kallade visbylinserna, namngivet efter dess upptäckt på Gotland. Enligt Dr. Olaf Schmidt, vid det tyska universitetet Aalen, så har linserna en nästan perfekt ellipsoidisk yta, troligen tillverkade från en roterande drejskiva. Den andra sidan är flat, och dessa två egenskaper gör dem till perfekta optiska instrument för att hantera och bryta ljusstrålar, för att exempelvis förstora föremål eller som hjälpmedel för att göra upp eld. Linserna kan härröra från det Bysantinska riket, eller från Östeuropa.